# Malacosarcus
Malacosarcus is een monotypisch geslacht van straalvinnige vissen uit de familie van doornvissen (Stephanoberycidae).

## Soort
- Malacosarcus macrostoma (Günther, 1878)